# Galla Gaulo
Galla Gaulo (sau Galla Lupanio, n. secolul al VIII-lea d.Hr. – d. 756 d.Hr.) a fost al cincilea doge al Veneției (755-756).
Conform tradiției, se trăgea din familia Barozzi. L-a înlocuit ca doge pe Teodato Ipato în circumstanțele confruntării feroce dintre facțiunile probizantină (care susținea o politică de subordonare față de Imperiul Roman de Răsărit), profrancă (susținătorii unei alianțe cu francii lui Pepin cel Scurt, care interveniseră în Italia și-i învinseseră pe longobarzi) și prorepublicană (care dorea să consolideze independența Veneției). Galla a fost, probabil, în gruparea profrancă. A reușit să stea pe tron timp de un an, apoi a fost detronat, orbit și exilat asemeni predecesorului său, Teodato. Succesorul său a fost Domenico Monegario.